# École de Cuzco

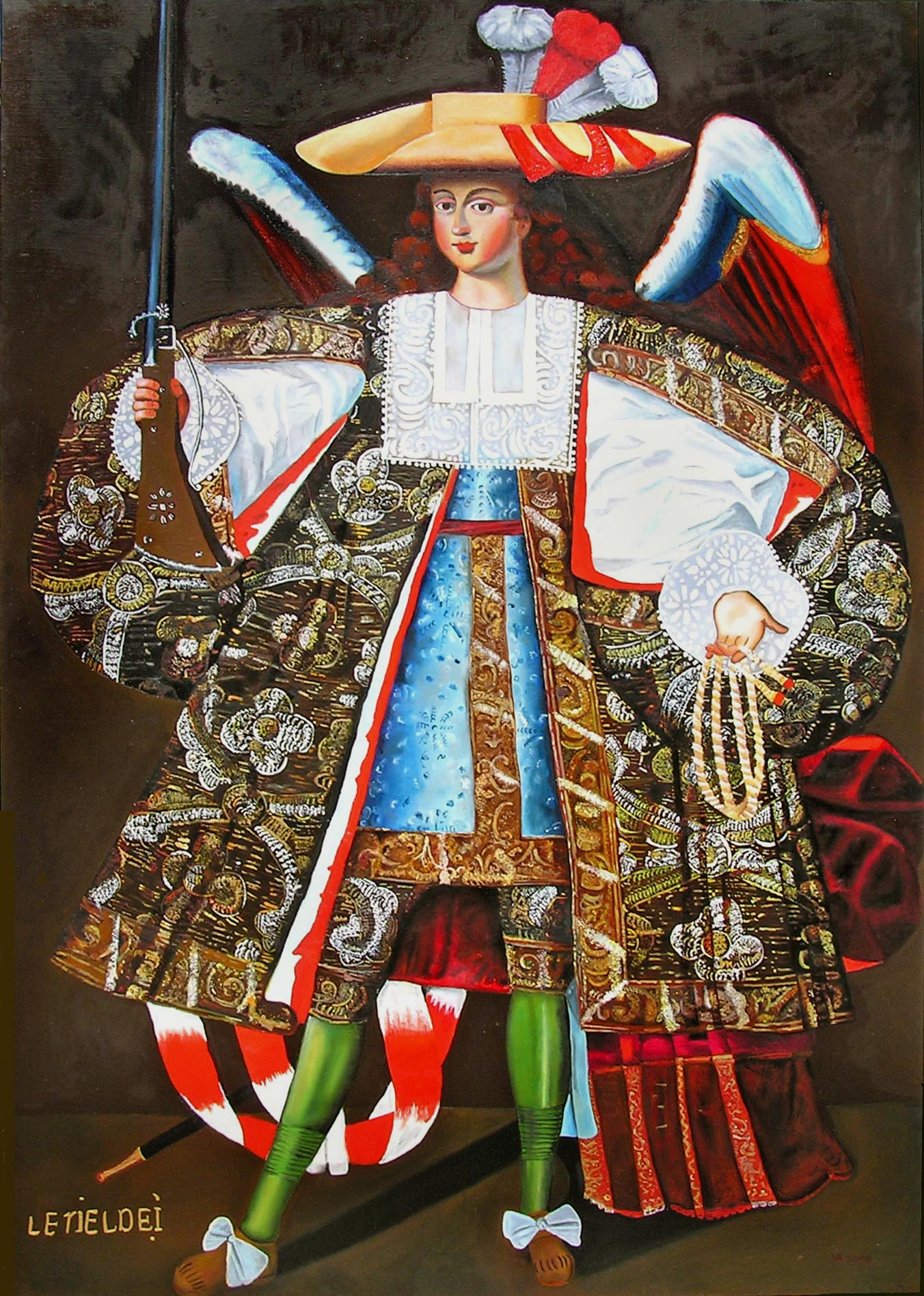
Maître de Calamarca : L'Ange Letiel (copie), XVIIe siècle

L'École de Cuzco (escuela cusqueña) est un mouvement artistique catholique qui s'est développée dans le vice-royaume du Pérou au cours des XVIe et XVIIIe siècles, et notamment à Cuzco (ancienne capitale de l'Empire inca), mais également dans d'autres villes des Andes, en Bolivie et en Équateur.

## Histoire
Ce mouvement se développa après la conquête espagnole de l'Empire inca en 1535. Pour la première fois, des techniques artistiques européennes furent enseignées aux Amériques, entre autres par le frère jésuite italien Bernardo Bitti.
Les peintures de l'école de Cuzco sont une forme d'art religieux dont le but principal est catéchétique.
Dans le but de convertir les Incas au catholicisme, les missionnaires firent venir plusieurs artistes religieux à Cuzco. Ils créèrent une école pour les Quechuas et les mestizos (descendants à la fois des Espagnols et des Amérindiens), enseignant le dessin et la peinture à l'huile. La dénomination cusqueña n'est pas limitée à la ville de Cuzco ni aux artistes indigènes : des créoles espagnols y participèrent également .
Dans la deuxième moitié du XVIIe siècle l'évêque de Cuzco, Manuel de Mollinedo y Angulo (1626-1699) fut un guide important des artistes de l'école de Cuzco. Il mit à la disposition des artistes péruviens sa collection d'art européen. Il fut le mécène d'artistes cusqueños comme Basilio Santa Cruz Pumacallao, Antonio Sinchi Roca Inka, and Marcos Rivera.
En 1688, les membres espagnols et mestizos de l'école de Cuzco se séparèrent des peintres indiens. Cette séparation amena de nombreux peintres quechuas à développer leur propre style, fondé sur les œuvres récentes européennes. Ils créèrent également une tradition de peinture des monarques incas, exprimant une fierté culturelle et s'éloignant des thèmes religieux chrétiens.

## Style
Le style de l'école de Cuzco se situe au confluent des influences baroques apportées par les conquérants espagnols et des traditions artistiques indigènes et métisses.
Elle se caractérise par l'emploi, voire l'abus, de couleurs vives et d'or. Les thèmes sont le plus souvent religieux, avec parfois des adaptations aux cultures indigènes. On trouve ainsi des cuys ou des fruits exotiques sur la table d'une Cène. On trouve quelques rapprochements avec le maniérisme dans le traitement des personnages. Le traitement de la perspective est sommaire, voire inexistant, tandis que les rapports de proportions mettent l'accent sur l'exagération du sujet principal.
Beaucoup de peintures restèrent anonymes, du fait des traditions précolombiennes qui définissaient l'art comme le résultat d'une œuvre commune. L'un des derniers membres de l'école de Cuzco fait exception à cette règle : Marcos Zapata (v 1710-1773). D'autres artistes connus sont Diego Cusihuamán, Gregorio Gamarra, Basilio Santa Cruz Pumacallao
L'école de Cuzco se distingue de l'école de Potosí, bien plus sombre et sanglante, et davantage marquée par le clair-obscur.

## Thématique
Les anges arquebusiers sont un motif populaire dans les peintures de l'école de Cuzco.
La Vierge des Andes est une expression qui désigne les vierges typiques d’Amérique latine comme la Vierge de Bethlem, celle de Copacabana ou celle de Pomata par exemple. La représentation de ce type de vierge est importante pour l’école de Cuzco, car elle permet de faire coexister le culte chrétien et le culte local. En effet, avec ce type d’image, les « […] artistes amérindiens ou métis, [peuvent] s’exprim[er] dans le choix des motifs, des couleurs, des matériaux et des techniques, qui renvoient à des pratiques et à des représentations culturelles autochtones. »

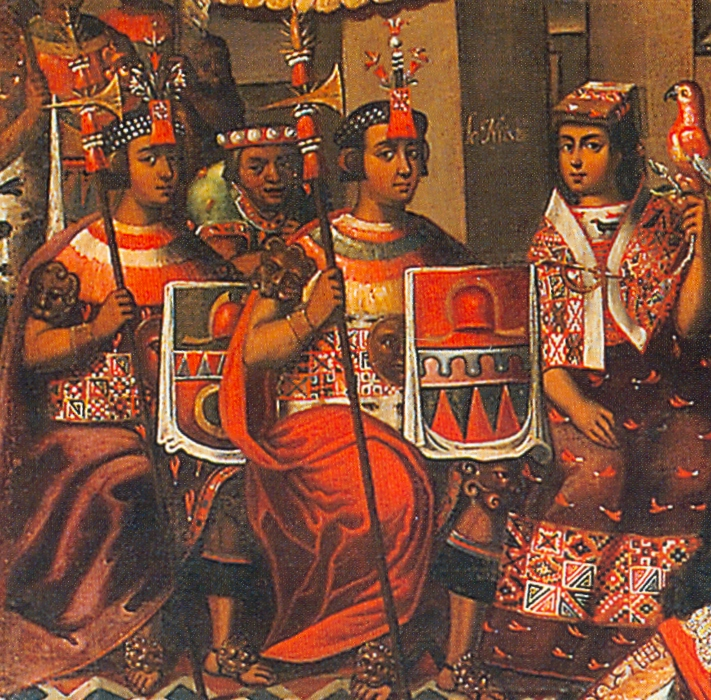
Le Mariage de Martin de Loyola et de Beatriz Ñusta, détail, ca. 1675-1690, église de la Compagnie de Jésus, Cuzco
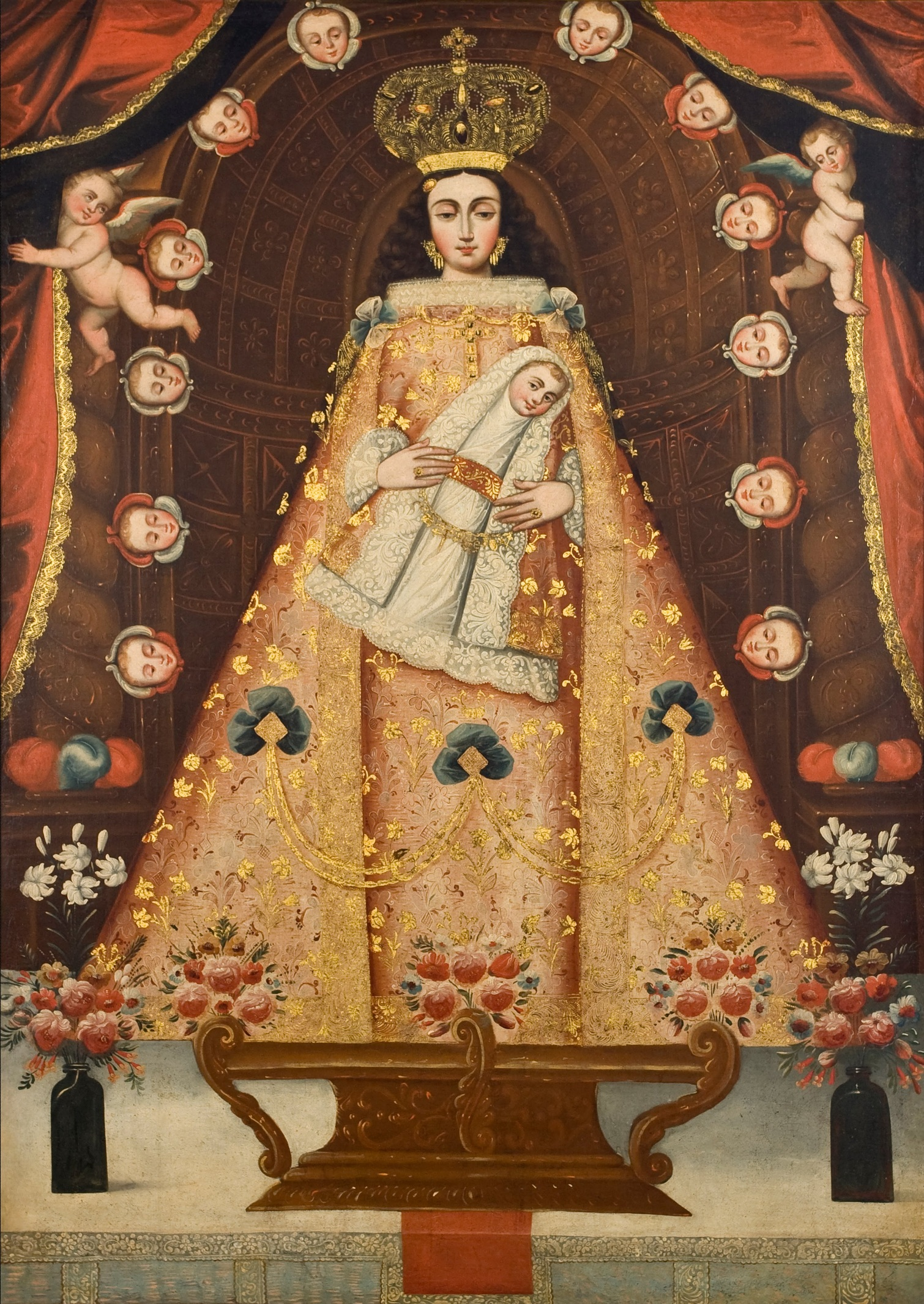
Notre Dame de Bethlem, anonyme, XVIIIe siècle
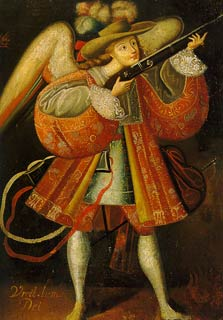
L'Archange Uriel, anonyme, XVIIIe siècle
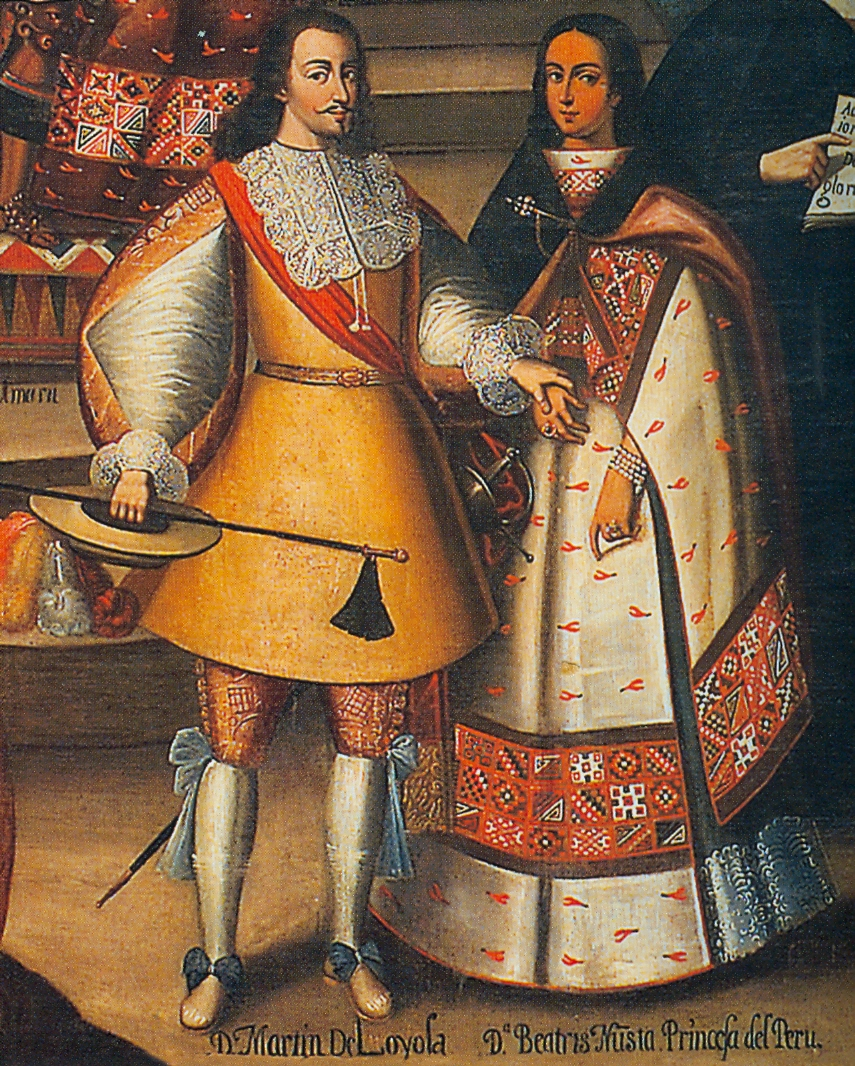
Martín García de Loyola et Beatriz Clara Coya, église de la Compagnie de Jésus, Cuzco XVIIe siècle